# Socha odpočívajícího Krista (Markvartice)
Pískovcová socha Odpočívajícího Krista se nachází po levé straně místní komunikace probíhající obcí Markvartice (okres Liberec) proti proudu Panenského potoka. Sochu nechal podle nápisu na podstavci postavit v roce 1730 Georg Richter. Kvalitní barokní sochařská práce je nedílnou součástí historické podoby zástavby obce.

## Galerie

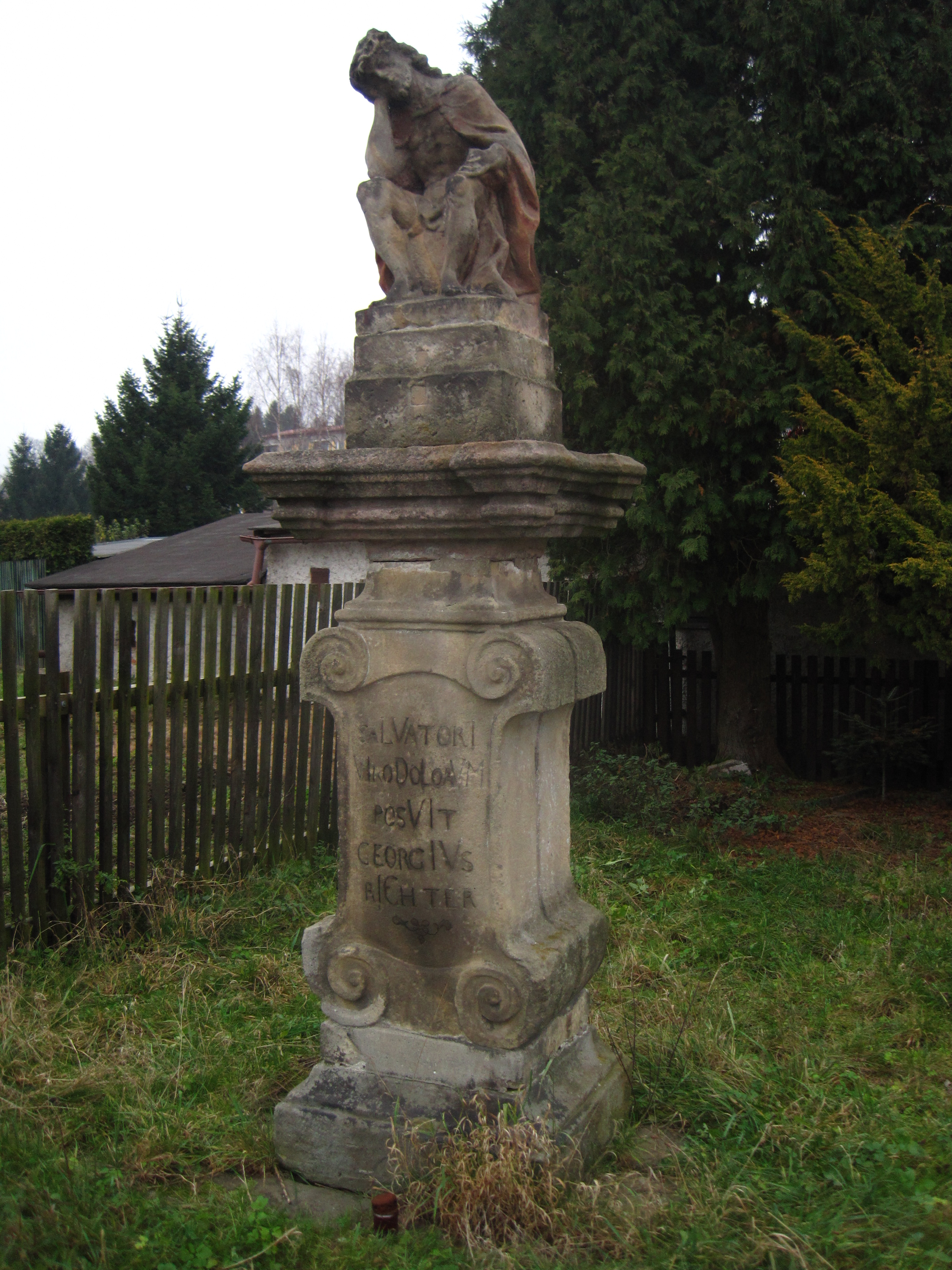
Socha odpočívajícího Krista (Markvartice)
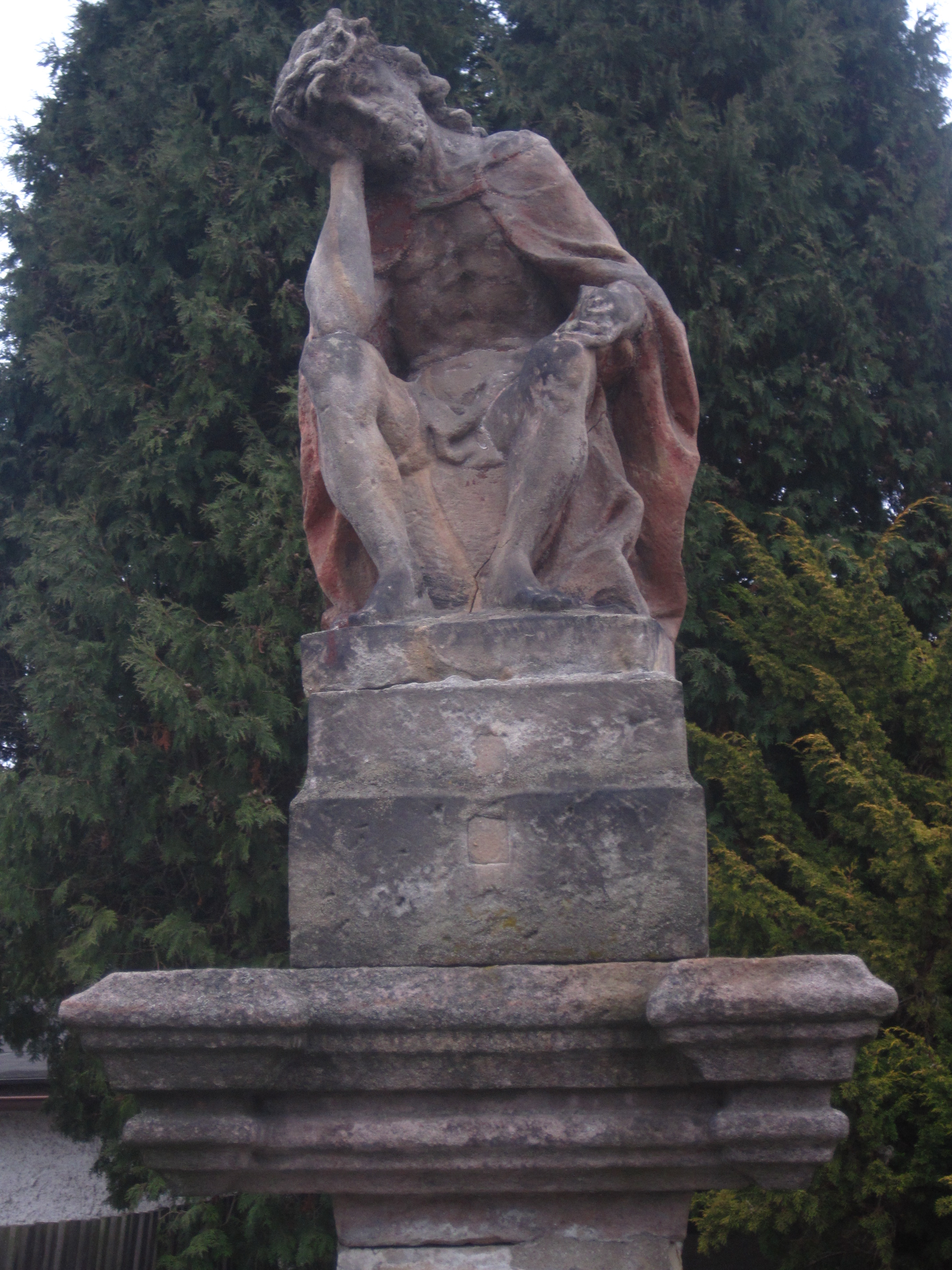
Socha odpočívajícího Krista (Markvartice)
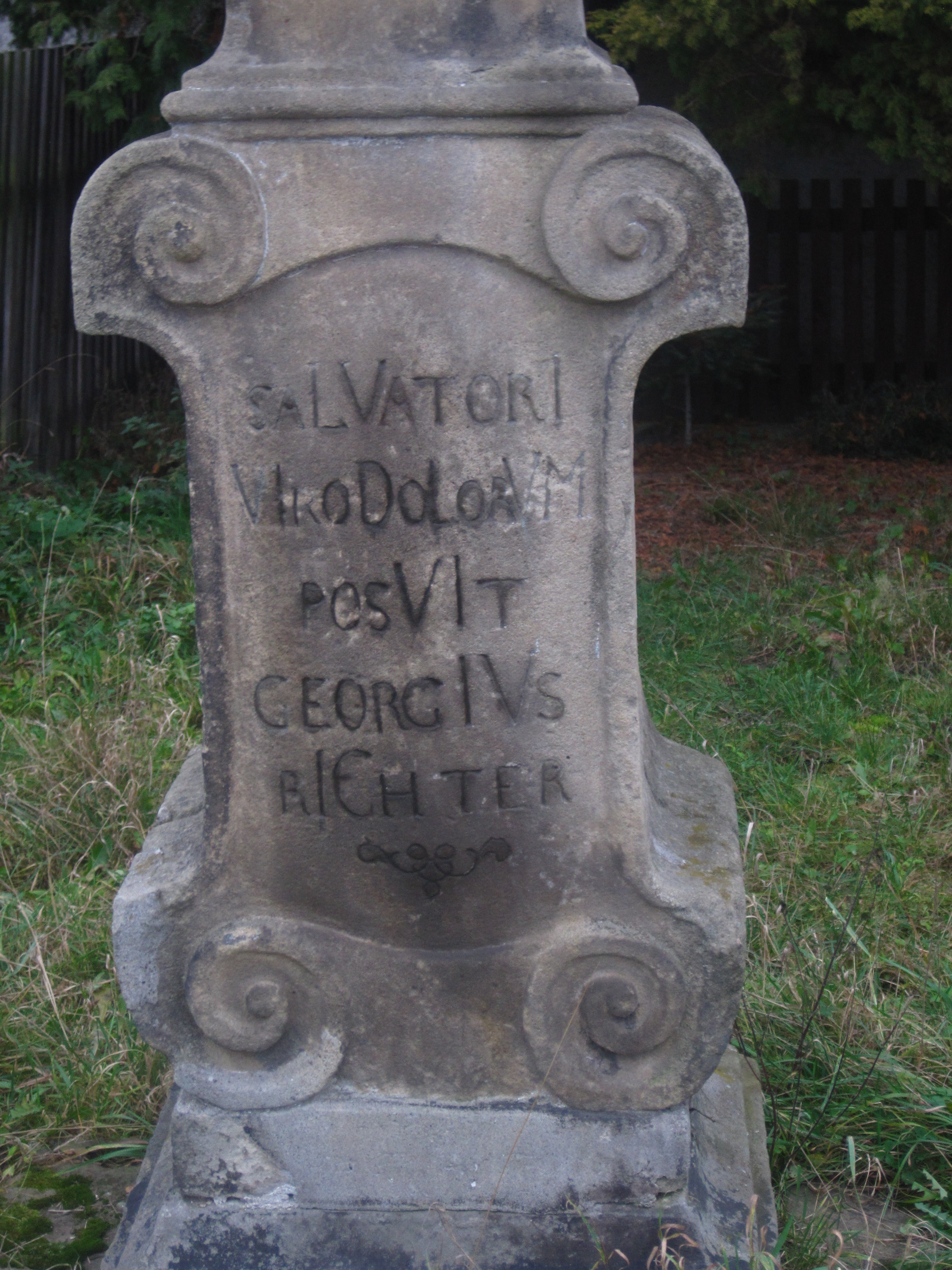
Socha odpočívajícího Krista (Markvartice)